# مونرو، پنسیلوانیا
مونرو (به انگلیسی: Monroe) یک منطقهٔ مسکونی در ایالات متحده آمریکا است که در شهرستان برادفورد، پنسیلوانیا واقع شده‌است. مونرو ۱٫۲۹ کیلومتر مربع مساحت و ۵۵۴ نفر جمعیت دارد و ۳۱۹٫۱۳ متر بالاتر از سطح دریا واقع شده‌است.